# Bebetto AZS UJD Częstochowa
Bebetto AZS UJD Częstochowa  – sekcja tenisa stołowego kobiet częstochowskiego wielosekcyjnego klubu sportowego AZS UJD Częstochowa.

## Historia
1 czerwca 2018 roku w związku ze zmianą nazwy uczelni AJD na UJD nazwa sekcji Bebetto AZS AJD Częstochowa została zmieniona na Bebetto AZS UJD Częstochowa.

## Zawodniczki
- Tetiana Biłenko
- Joanna Narkiewicz
- Aleksandra Pięta
- Julia Szemiel
- Sandra Wabik
- Roksana Załomska

## Występy w Ekstraklasie
| Występy Bebetto AZS UJD Częstochowa w Ekstraklasie | Występy Bebetto AZS UJD Częstochowa w Ekstraklasie | Występy Bebetto AZS UJD Częstochowa w Ekstraklasie                                                                                 |
| Sezon                                              | Lokata                                             | Skład drużyny |
| -------------------------------------------------- | -------------------------------------------------- | --- |
| 2016/17                                            | Wicemistrzostwo Polski                             | Magdalena Sikorska, Roksana Załomska, Antonina Szymańska, Katarzyna Ślifirczyk                                                     |
| 2017/18                                            | 3. miejsce w ekstraklasie                          | Lin Gui, Roksana Załomska, Daria Łuczakowska, Kinga Falarz                                                                         |
| 2018/19                                            | 5. miejsce w ekstraklasie                          | Roksana Załomska, Daria Łuczakowska, Andrea Todorović, Sandra Wabik                                                                |
| 2019/20                                            | 3. miejsce w ekstraklasie                          | Tetiana Biłenko, Sandra Wabik, Roksana Załomska, Joanna Narkiewicz                                                                 |
| 2020/21                                            | 3. miejsce w ekstraklasie                          | Tetiana Biłenko, Joanna Narkiewicz, Aleksandra Pięta, Julia Szemiel, Sandra Wabik, Roksana Załomska                                |
| 2021/22                                            | 3. miejsce w ekstraklasie                          | Tetiana Biłenko, Anastasiya Dymytrenko, Gabriela Dyszkiewicz, Joanna Narkiewicz, Aleksandra Pięta, Julia Szemiel, Roksana Załomska |
| 2022/23                                            | 2. miejsce w ekstraklasie                          | Tetiana Biłenko, Anastasiya Dymytrenko, Joanna Narkiewicz, Julia Szemiel, Roksana Załomska, Liliana Nowak                          |
| 2023/24                                            | 3. miejsce w ekstraklasie                          | Tetiana Biłenko, Anastasiya Dymytrenko, Alicja Łebek, Anna Kielar                                                                  |
| 2024/25                                            | 5. miejsce w ekstraklasie                          | Tetiana Biłenko, Anastasiya Dymytrenko, Martyna Lis, Liliana Nowak                                                                 |